# Arcisse de Caumont
Arcisse de Caumont (Bayeux, 28 agosto 1801 – Caen, 16 aprile 1873) è stato un archeologo, critico d'arte e storico francese.

## Biografia
Arcisse de Caumont si dedicò allo studio dell'archeologia medievale francese; nel 1823 fondò la Societé des antiquaries de Normandie,che fu la prima di altre numerose società fondate da lui successivamente, come la Société française d'archéologie (1834), che diffondeva il Bulletin monumental..., diretto dallo stesso Caumont sino al 1872.
In seguito fu fra i promotori del Service des monuments historiques, che ebbe grande importanza per la conservazione e il restauro dei monumenti.
Pubblicò l'Essay sur l'architecture du Moyen Âge e sei volumi di Cours d'antiquités monumentales professé à Caen, en 1830, opere che furono il primo studio d'insieme sull'archeologia medievale e che diedero un valido contributo agli studi d'archeologia medievale.
I volumi IV e V, dedicati all'architettura religiosa, civile e militare, costituirono il primo manuale d'archeologia medievale, più volte ristampato col titolo Abécédaire ou rudiment d'Archéologie.

## Opere
- Mémoire géologique : sur quelques terrains de la Normandie occidentale, Caen, Chalopin Fils, 1825;
- Essai sur la topographie géognostique du département du Calvados,  Caen, Chalopin, 1828;
- Mémoires de la Société linnéenne de Normandie, Parigi, Lance, 1829;
- Cours d’antiquités monumentales professé à Caen, en 1830, (1: Antiquités celtiques; 2 e 3: Antiquités gallo-romaines; 4: Architecture religieuse du Moyen Âge; 5: Architecture militaire; 6: État de la peinture, de la calligraphie, de l'orfèvrerie et autres arts à l’époque du Moyen Âge), Caen, Lange, 1830-41;
- Histoire sommaire de l’architecture religieuse, civile et militaire au Moyen Âge, Caen, Lance, 1836;
- Histoire de l’architecture religieuse au Moyen Âge, Caen, Derache, 1841;
- Rapport verbal fait à la Société française pour la conservation des monuments dans la séance administrative du 7 déc. 1844, sur quelques antiquités du midi de la France, Caen, 1845;
- Statistique monumentale du Calvados, Caen, Le Blanc-Hardel, 1846-67;
- Statistiques routières de la Basse-Normandie, Caen, Derache, 1855;
- Abécédaire héraldique, ou Notions générales sur le blason, Caen, A. Hardel, 1861;
- Inauguration d'un monument à Dives en mémoire du départ de l'armée de Guillaume-le-Bâtard pour la conquête de l'Angleterre en 1066, Caen, A. Hardel, 1861;
- Bulletin monumental ou collection de memoires et de renseignements sur la statistique monumentale de la France, Édité par Française 1865;
- Archéologie des écoles primaires, Caen, Le Blanc-Hardel, 1868;
- Le Mur de Laudunum, Caen, 1868;
- Abécédaire ou rudiment d'archéologie, Caen, F. Le Blanc-Hardel, 1869;
- Le Beurre d'Isigny à Monaco, Caen, F. Le Blanc-Hardel, 1869;
- La Vallée de la Dives: statistique ripuaire Caen, Res Universis, 1853, ristampa 1992.